# Partito del Popolo di Niue
Il Partito del Popolo di Niue (in inglese Niue People's Party, o anche Niue People's Action Party) è stato un partito politico di Niue.

## Storia
Fondato nel 1987, si è sciolto nel 2003 ed è stato l'unico partito della storia di Niue.
Durante le elezioni legislative del 21 aprile 2002, il partito conquistò sei seggi e supportò 14 dei 20 membri dell'Assemblea di Niue appena eletta.
Il Niue People's Party (NPP) fece parte del governo per la prima volta nel 1996. Il partito vinse le elezioni del 1999 e Sani Lakatani divenne Premier di Niue. A Lakatani succedette nel 2002 Mititaiagimene Young Vivian, anch'egli membro dell'NPP.
Il partito si è dissolto nel 2003, a seguito di dissensi interni. Da allora Niue non ha più avuto partiti politici.